# El Seijo
El Seijo (llamada oficialmente Santo Anxo do Seixo) es una parroquia y un lugar español del municipio de El Bollo, en la provincia de Orense, Galicia.

## Toponimia
La parroquia también es conocida por el nombre de Santo Ángel de El Seijo.

## Organización territorial
La parroquia está formada por una entidad de población:
- O Seixo

## Demografía
Gráfica demográfica del lugar de O Seixo y parroquia de El Seijo según el INE español:
| Gráfica de evolución demográfica de El Seijo entre 2000 y 2022 |
|                                                                |
| Datos según el nomenclátor publicado por el INE.               |